# Alfred Neuland

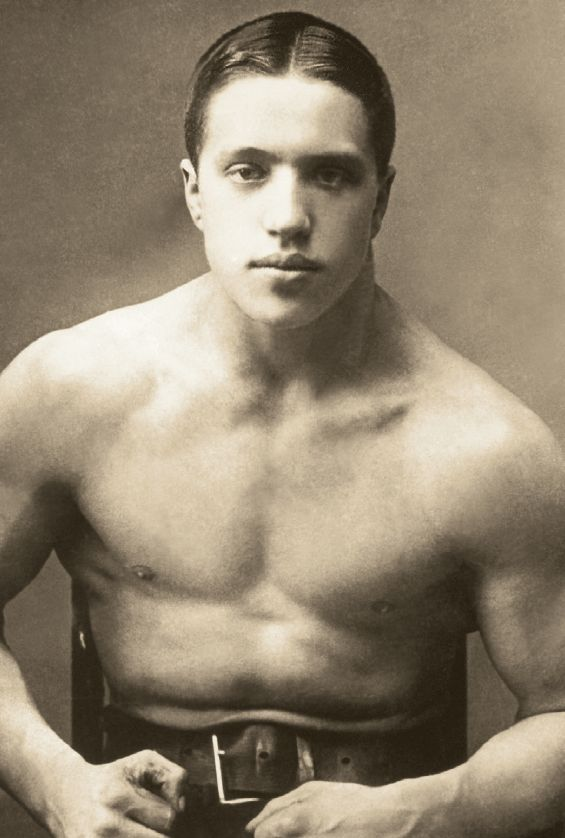
Alfred Neuland (1920)

Alfred Neuland (* 10. Oktober 1895 in Walk; † 16. November 1966 in Tallinn, Sowjetunion) war ein estnischer Gewichtheber.

## Werdegang
Alfred Neuland wuchs in der Stadt Valga auf und begann dort bereits mit 14 Jahren mit dem Gewichtheben. 1911 bestritt er in Riga seinen ersten Wettkampf, in dem er im Leichtgewicht siegte. Der Erste Weltkrieg unterbrach seine sportliche Laufbahn. Danach ging er bei zwei Olympischen Spielen an den Start: 1920 gewann er eine Gold- und 1924 eine Silbermedaille. 1921 gründete Alfred Neuland eine eigene Firma. In Estland hat man ihn nicht vergessen. Nach Wiedererlangung der politischen Selbständigkeit Estlands im Jahre 1990 wurde ihm in seiner Geburtsstadt Valga ein Denkmal errichtet.

## Internationale Erfolge
(OS = Olympische Spiele, WM = Weltmeisterschaft, DK = Dreikampf, bestehend aus einarmigem Reißen, einarmigem Stoßen und beidarmigem Stoßen, FK = Fünfkampf, bestehend aus einarmigem Reißen und Stoßen, sowie beidarmigem Drücken, Reißen und Stoßen, Le = Leichtgewicht, Mi = Mittelgewicht)
- 1920, Goldmedaille, OS in Antwerpen, Le, DK, mit 257,5 kg, vor Louis Williquet, Belgien, 240 kg und Florimond Rooms, Belgien, 230 kg;
- 1922, 1. Platz, WM in Tallinn, FK, Le, vor Eduard Vanaaseme, Estland und Valdemar Normägi, Estland;
- 1924, Silbermedaille, OS in Paris, FK, Mi, mit 455 kg, hinter Carlo Galimberti, Italien, 492,5 kg und vor Jaan Kikas, Estland, 450 kg.

## Weltrekorde
im beidarmigen Reißen:
- 91,5 kg, 1922 in Tallinn, Le,
- 97,5 kg, 1923 in Wien, Le,
- 100 kg, 1923 in Tallinn, Mi.

im beidarmigen Stoßen:
- 110 kg, 1920 in Antwerpen,
- 115 kg, 1922 in Tallinn,
- 130 kg, 1925 in Tallinn.